# Suryapet
Suryapet es una ciudad y municipio situada en el distrito de Suryapet en el estado de Telangana (India). Su población es de 106805 habitantes (2011). Se encuentra a 134 km de Hyderabad, la capital del estado.

## Demografía
Según el censo de 2011 la población de Suryapet era de 106805 habitantes, de los cuales 52773 eran hombres y 54032 eran mujeres. Suryapet tiene una tasa media de alfabetización del 83,09%, superior a la media estatal del 67,02%: la alfabetización masculina es del 89,39%, y la alfabetización femenina del 77%.

## Clima
| Parámetros climáticos promedio de Suryapet | Parámetros climáticos promedio de Suryapet | Parámetros climáticos promedio de Suryapet | Parámetros climáticos promedio de Suryapet | Parámetros climáticos promedio de Suryapet | Parámetros climáticos promedio de Suryapet | Parámetros climáticos promedio de Suryapet | Parámetros climáticos promedio de Suryapet | Parámetros climáticos promedio de Suryapet | Parámetros climáticos promedio de Suryapet | Parámetros climáticos promedio de Suryapet | Parámetros climáticos promedio de Suryapet | Parámetros climáticos promedio de Suryapet | Parámetros climáticos promedio de Suryapet |
| Mes                                        | Ene.                                       | Feb.                                       | Mar.                                       | Abr.                                       | May.                                       | Jun.                                       | Jul.                                       | Ago.                                       | Sep.                                       | Oct.                                       | Nov.                                       | Dic.                                       | Anual                                      |
| ------------------------------------------ | ------------------------------------------ | ------------------------------------------ | ------------------------------------------ | ------------------------------------------ | ------------------------------------------ | ------------------------------------------ | ------------------------------------------ | ------------------------------------------ | ------------------------------------------ | ------------------------------------------ | ------------------------------------------ | ------------------------------------------ | ------------------------------------------ |
| Temp. máx. media (°C)                      | 32                                         | 32                                         | 35                                         | 38                                         | 39                                         | 34                                         | 31                                         | 29                                         | 31                                         | 31                                         | 29                                         | 28                                         | 32.4                                       |
| Temp. mín. media (°C)                      | 16                                         | 19                                         | 22                                         | 25                                         | 26                                         | 24                                         | 23                                         | 22                                         | 22                                         | 21                                         | 18                                         | 16                                         | 21.2                                       |
| Precipitación total (mm)                   | 3                                          | 18                                         | 23                                         | 28                                         | 39                                         | 150                                        | 180                                        | 144                                        | 125                                        | 69                                         | 39                                         | 3                                          | 821                                        |
| Fuente: MyWeather                          |                                            |                                            |                                            |                                            |                                            |                                            |                                            |                                            |                                            |                                            |                                            |                                            |                                            |